# Castillo de Alange
El castillo de Alange es un castillo medieval ubicado en el municipio de Alange, en la provincia de Badajoz (Extremadura, España), elevándose sobre el Cerro de la Culebra a 485 m (de ahí que también sea denominado como Castillo de la Culebra) de fuertes y abruptas pendientes de roca cuarcítica.
Desde los restos de esta fortaleza se pueden divisar los castillos de Hornachos y de Montemolín. Al situarse unos 200 metros sobre la planicie extremeña también se divisa con facilidad no solo la villa de Alange en dirección este, sino toda la comarca en un ángulo de 360°: Mérida y la desembocadura del río Matachel en el Guadiana al norte, la imponente presa de Alange al oeste y los límites más septentrionales del pantano y Almendralejo al sur.

## Historia

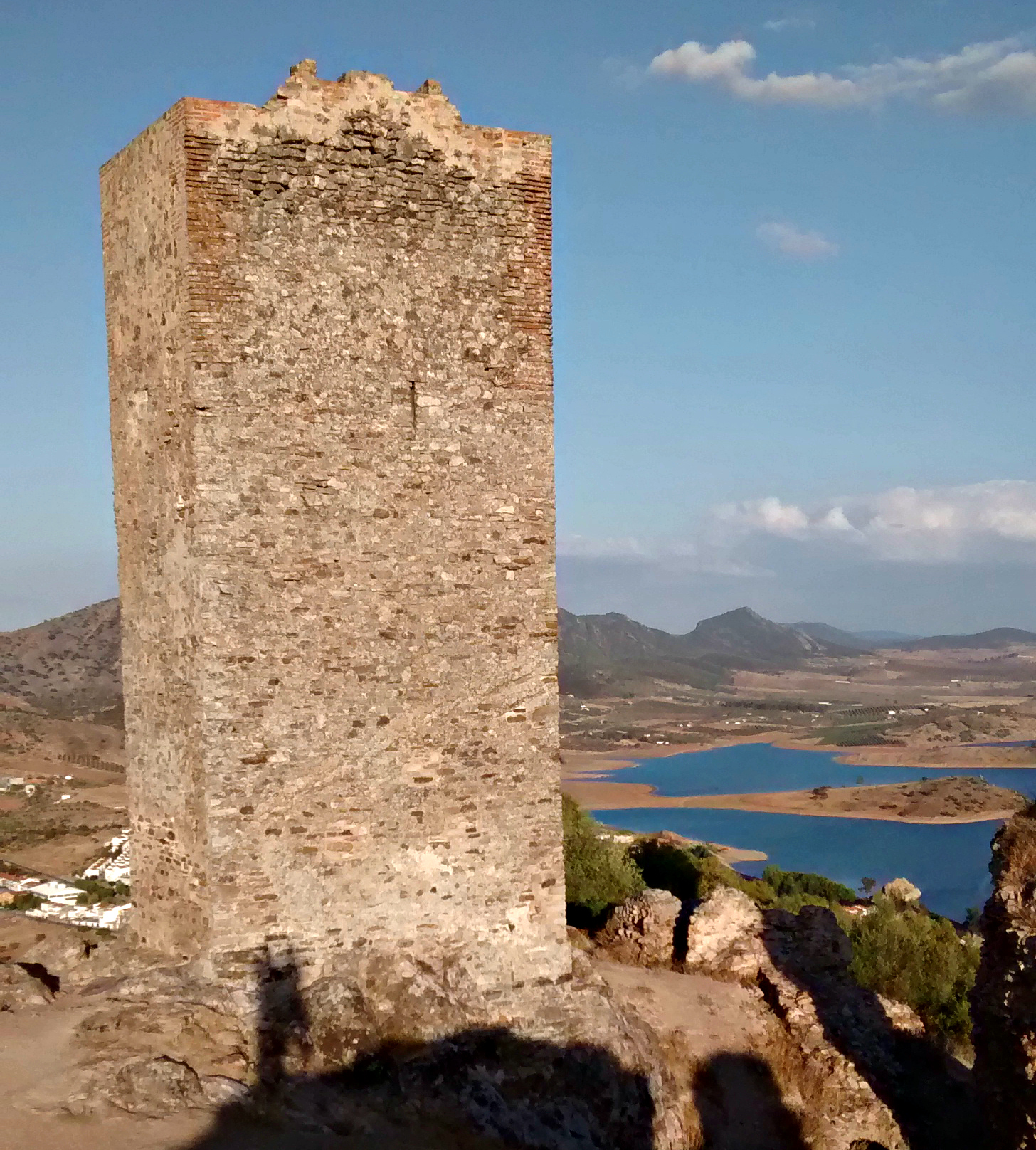
Ruinas de la torre del homenaje.

Los orígenes del castillo de Alange se remontan a épocas de la Hispania romana. Por aquel entonces la fortaleza era conocida como Castrum Colubri, del que derivaría el nombre de culebra. Con la conquista de la península por los árabes el castillo es reconstruido sobre la fortaleza romana en el siglo IX, en torno al año 850 por Hixn al-Hanash, del que deriva el nombre de Alange (al-Hanash o al-Hanx derivó posteriormente en al-Anj). A partir del siglo XIII, entre el año 1243 y 1245, el castillo es conquistado por la Orden de Santiago bajo orden de Fernando III de Castilla, estableciéndose la encomienda de Alange en su proximidad. El castillo tuvo utilidad hasta el 1550, año en el que fue abandonado.
Son las modificaciones cristianas hechas en mampostería y ladrillo, y realizadas sobre la obra musulmana, las que se pueden observar en la actualidad. En particular queda en pie la torre del homenaje y parte de las murallas, así como la Puerta del Sol, arco a través del cual se accedía y se accede actualmente al interior del castillo desde Alange.